# Bryobia pandayi
Bryobia pandayi är en spindeldjursart som beskrevs av Eyndhoven och Vacante 1985. Bryobia pandayi ingår i släktet Bryobia och familjen Tetranychidae. Inga underarter finns listade.